# Elisabeth Järnefelt
Elisabeth Järnefelt (née Clodt von Jürgensburg le 11 janvier 1839 à Saint-Pétersbourg et décédée le 3 février 1929 à Helsinki) est une militante pour la culture finlandaise.

## Biographie
Les parents d'Elisabeth Järnefelt sont le major-général Konstantin Clodt et Catharina Vigné.

Le goût artistique lui vient de ses parents descendants de sa famille Clodt von Jürgensburg de l'aristocratie germano-balte.

Son oncle Peter Clodt von Jürgensburg est l'un des sculpteurs russes les plus significatifs du XIXe siècle.

Son frère Mikhaïl Constantinovitch Clodt est peintre paysagiste et professeur de l'Académie russe des beaux-arts.
Elle épouse à Saint-Pétersbourg le 22 décembre 1857 le général Alexander Järnefelt qui était gouverneur et sénateur.

La famille quitte Saint-Pétersbourg pour la ville de Kuopio.

À cette époque les époux ne connaissent pas encore la langue finnoise, Alexander a grandi en parlant le suédois et Elisabeth le russe.

Leurs enfants sont Kasper Järnefelt, Arvid Järnefelt, Eero Järnefelt, Ellida Järnefelt, Ellen Järnefelt, Armas Järnefelt, Aino Sibelius née Järnefelt, Hilja Järnefelt et Sigrid Järnefelt. 
Elisabeth Järnefelt est active dans les cercles de la littérature finlandaise, comme figure centrale de l’école Järnefelt (fi).

Elle encourage ses propres enfants à pratiquer l'art, la culture et la finnicité.

Elle aide aussi Juhani Aho à trouver son propre style d'écrivain.